# سن کریستوبال (نیومکزیکو)
سن کریستوبال (به انگلیسی: San Cristobal) یک منطقهٔ مسکونی در ایالات متحده آمریکا است که در شهرستان تائوس، نیومکزیکو واقع شده‌است. سن کریستوبال ۲۷۳ نفر جمعیت دارد و ۲٬۲۶۵٫۹۱ متر بالاتر از سطح دریا واقع شده‌است.